# Fallen (Lauren Kate)
Fallen is een fantasyroman voor jongvolwassenen van Lauren Kate. 
Het boek gaat over een meisje, Lucinda Price, dat op een tuchtschool terechtkomt. Hier ontmoet ze veel vreemde, gevaarlijke mensen. Een van die vreemde mensen die ze ontmoet is de jongen genaamd Daniël Grigori. Wanneer Luce Daniël ziet is ze opslag verliefd op hem en is ze er zeker van dat ze hem al een keer eerder heeft gezien. Daniël  is echter niet echt geïnteresseerd in haar (in het begin dan). Luce ontmoet ook Cam op de tuchtschool, hij toont wel interesse in Luce.  En zo ontstaat er een liefdesdriehoek die de wereld totaal zou kunnen veranderen.

## Personages

### Lucinda (Luce) Price
Luce is het hoofdpersonage van deze roman. Ze begon schaduwen te zien op zeer jonge leeftijd en is hiervoor bij vele psychiaters en psychologen geweest. Jaren later gaat ze op stap met een jongen, Trevor genaamd. Wanneer ze elkaar kussen ontstaat er een brand en Trevor sterft hierbij. Iedereen wil weten wat er die nacht gebeurd is, maar Luce weet het zelf niet. Ze wordt erna overgeplaatst naar een tuchtschool, “Zwaard en Kruis” genoemd, die een paar heel vreemde studenten heeft. Ze wordt onmiddellijk opgevangen door Arriane, een heel actief en mysterieus meisje. Ze voelt zich ook enorm aangetrokken tot Daniël Grigori, maar deze geeft haar de vinger de eerste keer dat ze hem ziet. Cam is dan weer wel in haar geïnteresseerd en neemt haar mee op verschillende “dates”.

### Daniël Grigori
Daniël is een gevallen engel en het centrum van Luce’s aandacht. Hij wordt beschreven als een zeer knappe, blonde jongen met grijze ogen waarin paarse spikkels te zien zijn. Hij redt Luce van een vallend standbeeld tijdens haar eerste detentie en probeert haar voor de rest te negeren.

### Cameron (Cam) Briel
Cam is de antagonist van het verhaal en zeer in Luce geïnteresseerd.  Hij heeft een bleke gelaatskleur, donker haar, hypnotiserend groene ogen en een tatoeage van een zonne-explosie (sunburst) in zijn nek. Hij probeert voortdurend zijn liefde voor Luce te tonen op verschillende manieren en hij en Daniël blijken niet de beste vrienden te zijn. 

### Pennyweather (Penn) Van Syckle-Lockwood
Penn is een van Luce's beste vrienden op “Zwaard en Kruis”. In het boek wordt ze een beetje omschreven als een nerdje. Het is een meisje met bruin haar en een paarse bril dat geadopteerd is door de school nadat haar vader gestorven is. Haar vader was de directeur van "Zwaard en Kruis” en ligt ook begraven op het kerkhof naast de school. Ze helpt Luce met haar zoektocht naar de geschiedenis van Daniël en steunt haar doorheen het verhaal.

### Arriane Alter
Ze raakt bevriend met Luce op Luce’s eerste dag op “Zwaard en Kruis” en maakt haar wegwijs op de vreemde school. Ze beschermt Luce ook tegen de gemene Molly Zane, die gehaktbrood over Luce’s hoofd gooit. Het is een fijn meisje met blond gekruld haar dat ze net zo wil als dat van Luce namelijk kort tot op de hals geknipt en zwart. Vroeger tot op Luce' middel.

### Gabbe
Is een spontaan meisje. Luce vindt Gabbe in het verhaal niet zo aardig omdat ze telkens op de jongens afloopt. Of wanneer Luce een keer met Daniël of Cam zit te praten komt Gabbe er vaak tussen. Gabbe kende Arianne en Daniël al voor dat ze om de tuchtschool kwam. En in het verhaal zit ze al 3 jaar op "Zwaard & Kruis".

## Inhoud
Luce is een jonge vrouw die in haar leven al heel wat te verduren heeft gehad. Ze zag van jongs af aan al schaduwen en moest hiervoor bij psychiaters komen, antipsychotica nemen. Een vriend van haar is in een mysterieuze brand, waar zij ook bij betrokken was, omgekomen.
Omdat Luce niet kan zeggen wat er de avond van de brand gebeurd is, wordt ze door de rechter naar een tuchtschool gestuurd, namelijk Zwaard en Kruis. Bij haar aankomst ontmoet ze Gabbe, een blonde schoonheid, Todd, een meer verlegen jongen, en Cam, de donkere mysterieuze kerel. Ze ontmoet ook de sportleerkracht Randy en moet al haar spullen, zoals haar gsm, afgeven.
Nadat ze is “ontvangen”, ontmoet ze in Randy’s lokaal Arriane, deze stelt voor haar wegwijs te maken op “Zwaard en Kruis” en laat haar haar knippen door Luce.
Vlak voor de eerste les wordt Luce’s aandacht getrokken door een blonde jongen. Ze heeft meteen het gevoel dat ze hem van ergens kent en eerst lacht deze jongen ook naar haar, maar een seconde later geeft hij haar de vinger. Ze is hiervan werkelijk geschrokken en weet niet wat ze misdaan heeft. Cam daarentegen vindt haar wel heel leuk en geeft haar dan ook veel aandacht.
Tijdens de eerste lunchpauze krijgt Luce al problemen met Molly, een zeer gemeen en kwaadaardig meisje, en ze krijgt gehaktbrood over haar hoofd gekapt. Ze gaat daarom naar de toiletten om zich op te knappen en ontmoet Penn, die ook een van haar beste vriendinnen zal zijn.
Dankzij haar “gevecht” met Molly heeft Luce samen met Arriane strafwerk. Dit betekent dat ze naar de begraafplaats moeten komen en de plek moeten schoonmaken. Luce werkt samen met Arriane aan het standbeeld van de engel tot het beeld plots instort en Daniël haar redt. Hij laat haar direct los als hij merkt dat ze in orde is en Cam troost Luce.
Wanneer Luce voor de eerste keer haar beste vriendin Callie kan bellen, vindt ze de tijdsduur veel te kort en geeft Cam haar zijn belminuten. Hij nodigt haar ook ineens uit voor zijn feestje. Op dit feestje is Daniël ook aanwezig en wanneer Luce hem volgt, komt ze achter zijn twijfelachtige relatie met Gabbe.
Luce is zo overstuur door deze relatie dat ze de dag erna de zwemwedstrijd verliest. Later komt ze Daniël tegen in de sporthal. Ze ziet hem touwtjespringen en heeft het gevoel dat hij zweeft. Hij vraagt haar hoe het komt dat ze verloren heeft, want dat is niet normaal voor haar. Luce begrijpt deze vraag niet goed, aangezien Daniël duidelijk heeft gemaakt dat ze elkander hiervoor nooit ontmoet hebben.
Nadien gaat Luce met Cam picknicken. Ze hebben het over romantiek en Cam vindt het erg grappig dat Luce bang is van een voortglijdende slang. Wanneer Luce en Cam elkaar bijna kussen, komt Gabbe tussenbeide om ze terug naar de les te brengen. Bij de les van Juffrouw Sophia moeten ze een stamboomonderzoek doen en in plaats van achter haar eigen familie te zoeken typt Luce Daniëls achternaam in (Grigori). Deze les geeft de aanzet voor een grote speurtocht naar Daniëls verleden.
Achteraf wanneer Luce een boek wil gaan halen in verband met haar onderzoek naar Daniël, brandt de bibliotheek af en sterft Todd. Wanneer Luce wakker wordt in het ziekenhuis wordt ze weer verdacht en ondervraagd.
Tijdens de herdenking van Todd neemt Daniël haar apart en vraagt waarom ze niet weggaat van “Zwaard en Kruis” en Luce vertelt hem over de schaduwen, waardoor hij heel geschokt is.
Wanneer Luce en Penn voor een tweede maal op onderzoek uitgaan, gebruiken ze de computer in de bibliotheek. Terwijl ze hiermee bezig zijn, komt Daniël de bibliotheek binnen en Luce praat wat met hem tot Cam er ook is. Deze geeft haar een cadeautje en kust haar, waardoor Daniël hem aanvliegt en ze beginnen te vechten.
Na het gevecht ontdekt Luce dat het cadeautje dat ze van Cam heeft gekregen gewoon een papiertje was met de boodschap hem aan de schoolpoort te ontmoeten. Luce besluit hierop in te gaan om hem te vertellen dat ze niets meer met hem wil, maar ze wordt opgepikt door een auto. Deze auto brengt haar naar een vreemd cafeetje waar ze Cam ontmoet. Deze gaat hier op de vuist met een nare man en Luce zegt dat ze hem niet meer wil zien, maar hij wil haar niet laten gaan. Dan komt Daniël tussenbeide en hij neemt haar mee.
Op de terugweg stoppen Daniël en Luce aan een strandje en vertelt Daniël wat hij echt voor haar voelt, maar dat hij bang is haar te verliezen. Op het strandje kussen ze ook.
De volgende dag gaat Luce met Cam naar de begraafplaats en ze zegt dat ze nu met Daniël is en dat het uit is tussen hen, maar Cam wil dit niet accepteren en probeert haar te kussen. Ze belooft hem een kus, maar hij wil meer en ze wordt weer gered door Daniël en Gabbe. Later vertelt Daniël haar dat hij onsterfelijk is en dat Luce zijn reïncarnerende liefde is die altijd weer verdwijnt als ze elkaar de liefde verklaren. Maar nu hebben ze ook al gekust en Luce is niet verdwenen dus ze wil het niet begrijpen en hem niet geloven.
Daarna vindt Luce op haar slaapkamer het boek over Daniëls voorvaderen met daarin een foto van Luce en Daniël in een van Luce's vorige levens. Nu moet ze hem wel geloven en ze gaat dus naar hem op zoek. Tijdens haar zoektocht komt ze juffrouw Sophia tegen die alles van hun verleden blijkt te kennen. Ze komen bij de poort van de begraafplaats Penn tegen die staat te kijken naar een enorme explosie in het midden van de begraafplaats.
Samen met juffrouw Sophia en Penn rent ze naar het midden van de begraafplaats en vertelt Daniël daar dat ze hem gelooft en weet dat hij een gevallen engel is. Daniël vertelt haar dat de schaduwen die ze ziet haar geen kwaad doen, maar enkel waarschuwers voor het kwaad zijn. Daarna moet Luce van Daniël vluchten samen met Penn en juffrouw Sophia.
Tijdens deze vlucht komt Luce erachter dat juffrouw Sophia slecht is en deze vermoordt dan ook Penn. Ze zegt dat Luce geofferd moet worden en wanneer ze dit bijna doet, wordt Luce gered door Daniël, Arriane en Gabbe, waarmee een tijdelijke wapenstilstand is gevormd. Deze wapenstilstand zal achttien dagen duren omdat dat een heilig getal is in de hemel.
Luce moet achteraf vluchten van “Zwaard en Kruis” en ze neemt tijdelijk afscheid van Daniël.

## Vervolgen
Fallen is het eerste boek in een reeks die in totaal vier boeken gaat tellen. In september 2010 verscheen het eerste vervolg: Torment. Het tweede vervolg, Passion, verscheen in juni 2011. Het vierde boek, Rapture, verscheen op 19 augustus 2012 in België.